# Черногорлая длиннохвостая синица
Черногорлая длиннохвостая синица (лат. Aegithalos leucogenys) — вид воробьиных птиц из семейства длиннохвостые синицы (Aegithalidae).

## Распространение
Вид распространен на северо-западе Кашмира, на севере и северо-западе Пакистана и на юго-востоке Афганистана.
Распространение в Пакистане детально проанализировано Томасом Робертсом. По словам Т. Робертса, эта синица встречается только в трёх ограниченных районах на крайнем северо-востоке страны. А все сведения о встречах на западе центральной части Пакистана связаны с ошибочными определениями.

## Описание
Мелкая птица длиной 11 см, весом 6—8 г. Оперение рыхлое, относительно большая округлая головой, короткий конический клюв, относительно короткие крылья и длинный клиновидный хвост. Оперение серовато-коричневой окраски, на спине, крыльях и хвосте темнее. От основания клюва через глаз к виску проходит черная полоса. Горло черное, отграничено сверху белыми «усами». Клюв черный, ноги бледно-рыжие. Радужина глаз желтая.

## Образ жизни
Живёт в просторных лесах с подлеском из кустарников. Встречается в небольших семейных группах. Проводит большую часть времени среди ветвей кустов или нижних ветвей больших деревьев, ища пищу среди листьев. Питается насекомыми, пауками и другими мелкими беспозвоночными. Сезон размножения длится с марта по май. В этот период пара изолируется от стаи и становится строго территориальной. Гнездо в форме мешка построено из лишайников и паутины, располагается на кусте или низком дереве. В гнезде 4—8 яиц. Инкубация продолжается две недели. Птенцы покидают гнездо через полтора месяца после вылупления.